# Географски центар
Географски центар (средиште) је тачка која је у просеку најмање удаљена од свих осталих тачака неке површине (град, регија, држава, континент и др). Површина која захвата 20% око средишње тачке назива се централна (средишња) територија. 

## Методе одређивања централне тачке
За одређивање географског центра користи се неколико метода, од којих су најзаступљеније следеће:

### Метод изофронтира
Метод изофронтира базира се на повлачењу линија које повезују тачке са истом удаљеношћу од граница државе. Паралелним повлачењем круг се постепено сужава све док се не претвори у тачку која представља центар. Недостатак ове методе је што она није примењива на државе-архипелаге и издвојене територије.

### Метод координата
Метод координата базира се на израчунавању средњих вредности западне и источне тачке државе (географска дужина) и северне и јужне тачке (географска ширина). Средња вредност представља географске координате централне тачке државе.

### Метод дијагонала
Метод дијагонала заснован је на повлачењу линија из најсеверније ка најјужнијој тачки неке државе и истом поступку за најзападнију и најисточнију. Место где се ове две дијагонале секу представља географски центар. Овај метод је непримењив код екстремно издужених територија, као на пример Хрватска и Република Српска.

### Метод транслације
Метод транслације базира се на подели територије неке државе на четири једнака квадранта. Пресек оса који деле земљу правцем север-југ и исток-запад, представља централну тачку.

### Метод тежишта
Метод тежишта је погодан за принудно проналажење централне тачке неке државе. Заснива се на изради картонског модела територије и употреби виска. Тачка у којој модел остварује равнотежни положај може се сматрати центром.

## Географски центар Србије
Географски центар Србије налази се у атару села Драча, Град Крагујевац, удаљеном око 8 километара западно од центра Крагујевца. Његове координате су 44º 01’ 13” сгш и 20º 49’ 27” игд. Тачка је добијена комбиновањем више метода. Центар Војводине налази се североисточно од Жабља, Косова и Метохије је село Коморане, општина Глоговац, а Централне Србије село Калудра у општини Рековац.

## Географски центар Југославије
Географски центар СФРЈ се налазио у селу Кешељи поред Раковице на 15 км од Сарајева.